# Miguel Ángel Fernández Sanjuán
Miguel Angel Fernández Sanjuán, conocido como Miguel A. F. Sanjuán, (León, 30 de octubre de 1959) es un físico teórico español. Ha trabajado en dinámica no lineal, teoría del caos y control del caos,. Ha dirigido alrededor de 20 estudiantes de doctorado en Dinámica No Lineal, Caos y Sistemas Complejos.

## Carrera
Fue profesor de la Universidad de Valladolid de 1982 a 1984 y  de la Universidad Politécnica de Madrid de 1986 a 1997. Actualmente Miguel AF Sanjuán es profesor de Física en la Universidad Rey Juan Carlos. Es director del Departamento de Física y director del Grupo de Investigación en Dinámica No Lineal, Teoría del Caos y Sistemas Complejos. Fue coautor de artículos científicos con Celso Grebogi, Edward Ott, James A. Yorke, Ying-Cheng Lai y Lock Yue Chew, etc. Actuó como promotor del doctorado honoris causa otorgado al Prof. James A. Yorke por la Universidad Rey Juan Carlos.

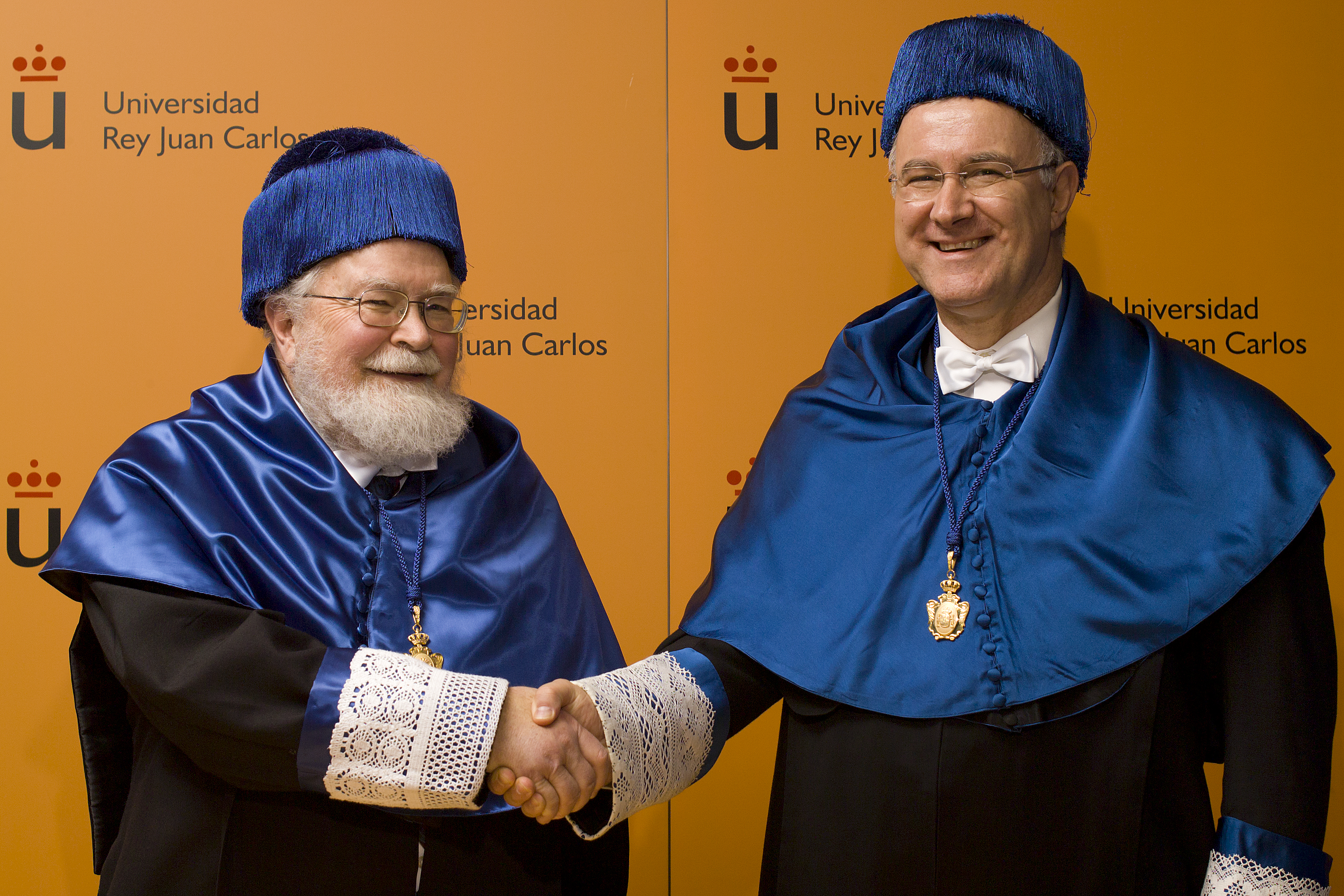
Prof. James A. Yorke y Prof. Miguel AF Sanjuán con motivo del acto de doctorado honoris causa en la Universidad Rey Juan Carlos (2014).

## Premios
Es miembro correspondiente de la Academia de Ciencias de Lituania. En 2017 ingresó en la Academia Europaea.
En el año 2002 obtuvo la beca de la Sociedad Japonesa para la Promoción de la Ciencia. También ha trabajado como investigador visitante en numerosos países. En el año 2015  fue elegido miembro de la Real Academia de Ciencias de España. Es Premio a la Excelencia Investigadora otorgado por el Consejo Social de la Universidad Rey Juan Carlos (2016). En 2017 fue investigador Fulbright en el Instituto de Ciencias Físicas y Tecnología de la Universidad de Maryland en College Park.

## Obras
Junto con Celso Grebogi (Universidad de Aberdeen, Reino Unido) fue el editor del libro "Progresos recientes en el control del caos". En 2017 actuó como editor del libro titulado Chaotic, Fractional, and Complex Dynamics, junto con Mark Edelman y Elbert Macau.
Es autor de  Las Matemáticas y la Física del Caos, del que es coautor Manuel de León del Instituto de Ciencias Matemáticas del CSIC. Su blog ayuda al público a mejorar la comprensión de la teoría del caos y la complejidad. Ha escrito algunos artículos de divulgación en periódicos españoles. En el año 2016, el Prof. S. Rajasekar y el Prof. Miguel AF Sanjuan publicaron un libro sobre resonancias no lineales. También es coautor de un libro llamado Predictability of Chaotic Dynamics, sobre los aspectos computacionales de la predictibilidad de los sistemas dinámicos.

## Investigación
Junto con Judy Kennedy, Edward Ott y James A. Yorke ha explorado un flujo periódico temporal con una perturbación que varía en el tiempo. Se mostró la presencia de continuos indescomponibles asociados a la dinámica caótica de los fluidos. Demostró numéricamente las propiedades de Wada de las cuencas de salida de un sistema hamiltoniano abierto.